# Alexéi Sudayev
Alexéi Ivanovich Sudayev (en ruso: Алексе́й Ива́нович Суда́ев; 23 de agosto de 1912 – 17 de agosto de 1946) fue un diseñador de armas de fuego Unión Soviética soviético. Fue el creador del subfusil PPS-43 y del fusil de asalto AS-44.
Vivió en Leningrado y participó de la defensa de la ciudad. El PPS-43 fue diseñado para ser producido en masa para la defensa de Leningrado.
Sudaev diseñó el primer fusil de asalto soviético para el nuevo cartucho intermedio 7,62 × 39 mm, el AS-44. El primer prototipo fue probado en 1944, funcionando adecuadamente para el Ejército Rojo, aunque, con 5,6 kg, fue considerado muy pesado. Sudayev trabajó en un segundo prototipo, más liviano, que pesaba 5,35 kg. Sin embargo, este segundo prototipo tuvo problemas de precisión y fiabilidad, que era necesario resolver. Desafortunadamente Sudayev cayó gravemente enfermo y falleció en 1946 (una semana antes de cumplir 34 años) antes de finalizar su diseño.

## Condecoraciones
- Premio Estatal Stalin en 1946[1]